# Gare de Cambes
La gare de Cambes est une gare ferroviaire française des chemins de fer secondaires, fermée en 1950, située sur la commune de Cambes-en-Plaine, dans le département du Calvados en région Normandie.

## Situation ferroviaire
Durant la période d'ouverture (1875-1950), la gare de Cambes est située, au point kilométrique 11, sur la voie unique de la ligne de Caen à la mer. Elle est située entre la gare de Mathieu en direction de la côte de Nacre et la gare de Caen-Saint-Martin, tête de la ligne, à l'ouverture de la ligne, puis à partir de 1879–1880, entre la halte de Couvrechef et la gare de Mathieu.

## Histoire
L'histoire de la gare de Cambes est liée à celle de la ligne de Caen à la mer, construite et exploitée à ses débuts par la Compagnie de chemin de fer de Caen à la mer. La section de la voie ferrée, sur laquelle se trouve la gare, de Caen-Saint-Martin à Luc-sur-Mer est ouverte au trafic ferroviaire le 30 juin 1875.
Près de la future gare, lors des travaux de construction de la voie en 1873, on entreprend le déplacement d'une ancienne croix en pierre, appelée la « Croix Cantée ». Le tracé de la ligne coupe en effet les chemins menant aux hameaux de Malon et Couvrechef ; or il est prévu que la ligne ne coupe qu'un chemin avec un seul passage à niveau. On crée alors un chemin unique passant sur l'emplacement de la croix qui est donc déplacée. Depuis la croix a été récupérée par la Société des antiquaires de Normandie et, après restauration, déposée dans les réserves du Musée de Normandie.
En 1920, la sucrerie Bouchon est ouverte à Courseulles-sur-Mer. La sucrerie est reliée à la gare de Courseulles par un raccordement. Ce raccordement permet de transporter les betteraves depuis la gare de Cambes. Derrière cette gare, est établi un réseau de lignes pour certaines fixes et pour d'autres amovibles construites par petits tronçons en direction des champs. Les wagonnets remplis de betterave étaient tractés par un tramway de type Decauville jusqu'au quai de chargement du train.
À la fin des années 1920, René Garnier crée des abattoirs à Cambes. Pour couvrir ses besoins en animaux, une centaine d'abattages par jour, son entreprise, qui emploie jusqu'à 70 personnes, utilise des camions mais également le train ; les bêtes sont débarquées à la gare de Cambes. La commune est agricole et des embarquements de betteraves ont lieu pour la sucrerie située à Nassandres.
La fin du XIXe siècle voit naître la mode des bains de mer. Dans les années 1930, la gare de Cambes voit passer des trains directs de Paris à la station balnéaire de Courseulles-sur-Mer, sur la ligne maintenant exploitée par la Compagnie des chemins de fer de l'État. 
La période de la seconde guerre mondiale 1939-1945 est difficile pour Cambes-en-Plaine. Les abattoirs occupés deviennent un important centre de ravitaillement de l'armée allemande. En 1944, lors de la bataille de Caen, les Allemands démontent la voie ferrée entre la gare de Cambes et celle de Couvrechef, après les combats elle est réinstallée par les Anglais.
Après la guerre, le trafic reprend, mais la ligne bientôt déficitaire est officiellement fermée le 8 décembre 1950, la fermeture définitive ayant lieu en 1952.

## Patrimoine ferroviaire
Longeant le bourg, la rue du Lieutenant-Lynn est construite sur l'ancienne plate-forme de la voie ferrée. À quelques mètres de l'ancien passage à niveau, devenu carrefour routier, on retrouve le petit bâtiment voyageurs devenu propriété privée. Du même type que celui de la gare de Chapelle-la-Délivrande, aujourd'hui détruit, il a perdu ses enduits dans les années 2000, lors d'une restauration laissant les pierres des murs apparentes (voir photo ci-dessus). Il a toutefois conservé l'inscription ferroviaire du nom de la gare sur sa façade. Ensuite l'ancienne voie devient un chemin à travers champs avant d'être de nouveau une rue goudronnée, la « rue du Chemin-de-Fer », qui longe le bourg d'Épron.